# Rundfunktechnik
Unter Rundfunktechnik versteht man die Technik der Rundfunkübertragung. Im Unterschied zu anderen Funkdiensten wird nicht an einen bestimmten Empfänger übertragen. Es ist somit kein Protokoll erforderlich, bei dem sich der Empfänger identifizieren muss.
Die Rundfunktechnik umfasst neben der Technik der Programmproduktion (Studiotechnik) auch die Technik der Übertragung des Programms vom Studio zu den Sendern und die Technik der Sendeanlagen (Sendetechnik).